# Picrasma chinensis
Picrasma chinensis är en bittervedsväxtart som beskrevs av P.Y. Chen. Picrasma chinensis ingår i släktet Picrasma och familjen bittervedsväxter. Inga underarter finns listade i Catalogue of Life.